# Zapolice (gromada)
Zapolice – dawna gromada, czyli najmniejsza jednostka podziału terytorialnego Polskiej Rzeczypospolitej Ludowej w latach 1954–1972.
Gromady, z gromadzkimi radami narodowymi (GRN) jako organami władzy najniższego stopnia na wsi, funkcjonowały od reformy reorganizującej administrację wiejską przeprowadzonej jesienią 1954 do momentu ich zniesienia z dniem 1 stycznia 1973, tym samym wypierając organizację gminną w latach 1954–1972.
Gromadę Zapolice siedzibą GRN w Zapolicach utworzono – jako jedną z 8759 gromad na obszarze Polski – w powiecie łaskim w woj. łódzkim, na mocy uchwały nr 31/54 WRN w Łodzi z dnia 4 października 1954. W skład jednostki weszły obszary dotychczasowych gromad Beleń-Zagórzyce, Jelno, Marcelów, Strońsko (z wyłączeniem miejscowości położonej po lewej stronie rzeki Warty o powierzchni 16 ha), Świerzyny, Zapolice i Pstrokonie (z wyłączeniem kolonii Okopy-Pstrokonie) ze zniesionej gminy Zapolice w tymże powiecie. Dla gromady ustalono 21 członków gromadzkiej rady narodowej.
31 grudnia 1958 do gromady Zapolice przyłączono kolonię Branica, wieś Branica Rembieszowska, wieś Branica Kalinowska, parcelację Bolesławiec, wieś i kolonię Jeziorko, osadę Anielów, wieś Woźniki oraz wieś, kolonię, parcelację i osadę młyńską Rembieszów ze zniesionej gromady Rembieszów.
1 stycznia 1959 do gromady Zapolice przyłączono wieś i parcelę Ptaszkowice z gromady Paprotnia w tymże powiecie.
31 grudnia 1959 do gromady Zapolice przyłączono wieś, kolonię i parcelę Rojków ze zniesionej gromady Grabia.
1 lipca 1968 do gromady Zapolice przyłączono parc. Adamów, wieś Marzynek, kol. i parc. Młodawin Dolny, wieś, kol. i parc. Młodawin Górny, wieś Nowe Miasto, wieś i parc. Paprotnia, kol. Paprotnia Marzyńska oraz wieś Paprockie Holendry ze zniesionej gromady Paprotnia w tymże powiecie.
Gromada przetrwała do końca 1972 roku, czyli do kolejnej reformy gminnej. 1 stycznia 1973 w powiecie łaskim reaktywowano gminę Zapolice (od 1999 gmina leży w powiecie zduńskowolskim).